# Schreckensteiniidae
Die Schreckensteiniidae sind eine Familie der Schmetterlinge (Lepidoptera). Sie kommen mit nur acht Arten fast auf der ganzen Welt, außer in Teilen Afrikas, in Südostasien und Australien vor.

## Merkmale
Die Falter erreichen eine Flügelspannweite von 10 bis 12 Millimetern und ihr Körper ist langgestreckt. Sie haben schmale Vorderflügel, die etwa viermal länger als breit sind und meist eine hellbraune Grundfärbung haben. Die Hinterflügel sind ebenfalls sehr schmal, langgestreckt und spitz zulaufend und ebenso wie die Vorderflügel mit langen Fransen versehen. Sie sind immer schmaler als die Vorderflügel, bei manchen Arten sind sie aber deutlich schmaler. Ihre Fühler sind mittellang bis lang, erreichen aber maximal 80 % der Vorderflügellänge. Sie sind bei beiden Geschlechtern fadenförmig ausgebildet. Sie haben reduzierte Maxillarpalpen, die Labialpalpen sind lang, gebogen und nach vorne oder oben gerichtet. Ihr ungeschuppter Saugrüssel ist voll entwickelt. 
Sie nehmen eine eigenartige Ruheposition ein, in der sie ihre hinteren Beine nach oben strecken. Die mittleren Beinpaare haben zwei, die hinteren vier lange, dünne, astähnlich abstehende Dornen auf den Tibien, die den Faltern eine bizarre Gestalt verleihen. 
Die Vorderflügel haben 13 Flügeladern mit zwei Analadern (1a und 1b). Die Hinterflügel haben neun Adern mit zwei Analadern (1a und 1b). Auf ihnen ist eine Diskalzelle ausgebildet.

## Lebensweise
Die Raupen ernähren sich vor allem von Pflanzen aus den Familien der Sumachgewächse (Anacardiaceae), Braunwurzgewächse (Scrophulariaceae) und Rosengewächse (Rosaceae). Die europäische Art ernährt sich von Rubus Arten, wie z. B. Brombeeren. Sie sind locker mit mittellangen Haaren behaart und ihre Bauchbeine sind auffallend schlank. Sie fressen frei auf den Blättern sitzend, nicht minierend. Die Verpuppung findet in einem weitmaschigen Gespinst entweder am Boden, oder wahrscheinlich auch auf den Pflanzen statt. Die Puppe hat am Rücken paarweise angeordnete Stacheln.

## Systematik
In ganz Europa, und auch in Mitteleuropa kommt nur eine Art dieser Familie vor:
- Schreckensteinia festaliella (Hübner, 1819) A, CH, D